# Unterhaltungssoftware Selbstkontrolle
Unterhaltungssoftware Selbstkontrolle (USK) is een Duitse organisatie die zich bezighoudt met het beoordelen van software, zoals computerspellen. De organisatie werd in 1994 opgericht.
De USK-markeringen zijn naast Duitsland ook te vinden op computerspellen in Zwitserland of Oostenrijk, omdat vaak slechts één versie wordt geproduceerd voor Duitstalige landen, maar ze zijn niet geldig in deze landen.

## Classificaties
Software kan van de USK een van de volgende classificaties krijgen:
- Freigegeben ohne Altersbeschränkung gemäß § 14 JuSchG (zonder leeftijdsbeperking): deze software is geschikt voor alle leeftijden. Er zijn geen beperkingen op de verkoop ervan.
- Freigegeben ab 6 Jahren gemäß § 14 JuSchG (voor zes jaar en ouder): spellen met deze classificatie hebben vaak een serieuzere of abstracte inhoud, en zijn daarom niet geschikt voor kinderen jonger dan zes jaar.
- Freigegeben ab 12 Jahren gemäß § 14 JuSchG (voor 12 jaar en ouder): in deze groep vallen veel vecht- en oorlogsspellen die zich afspelen in een historische of sciencefictionachtige wereld, en met een minimum aan geweld.
- Freigegeben ab 16 Jahren gemäß § 14 JuSchG (voor 16 jaar en ouder): Deze groep bevat spellen met een grote mate aan geweld, maar nog wel zonder bloedige scènes.
- Keine Jugendfreigabe gemäß § 14 JuSchG (voor 18 jaar en ouder): Spellen in deze groep bevatten bloedig of realistisch geweld zoals oorlog en schending van mensenrechten. Hierin vallen bijvoorbeeld Halo 3 en alle Doomspellen.

Bovenstaande etiketten zijn in dit ontwerp vanaf 2009 in gebruik genomen.
De USK let bij het classificeren voornamelijk op de mate waarin geweld en seks voorkomen in een spel, maar minder op de moeilijkheidsgraad. Een spel dat volgens de USK voor alle leeftijden is omdat er geen geweld in voorkomt, kan bijvoorbeeld alsnog minder geschikt zijn voor jongere kinderen vanwege de moeilijkheidsgraad van het spel.
De classificatie van de USK kan alleen slaan op een gelokaliseerde uitgave van het spel, waarin een paar dingen zijn gewijzigd ten opzichte van de originele versie. Zo zijn de Duitse versies van Grand Theft Auto-reeks op bepaalde punten aangepast ten opzichte van de Amerikaanse versies. De Amerikaanse versies hebben van de USK geen classificatie gekregen, en mogen alleen aan volwassenen worden verkocht. Deze aanpassingen worden vooral gedaan bij spellen die anders de 18+ classificatie zouden hebben gekregen, zodat het spel ook geschikt wordt voor jongere leeftijden. Deze aanpassingen leiden er soms toe dat de hele verhaallijn van een spel moet worden veranderd.

## Censuur en zwarte lijst
Spellen die de USK nog niet heeft beoordeeld of weigert te beoordelen, worden door de Bundesprüfstelle für jugendgefährdende Medien op de Index geplaatst. De Index is een zwarte lijst van computerspellen voor de Duitse markt. Deze spellen zijn dan alleen verkrijgbaar op bestelling, en alleen voor volwassenen (zelfs wanneer overduidelijk is dat het spel voor kinderen is bedoeld). Ook wordt er dan geen reclame voor gemaakt.
Tot 2003 was het mogelijk voor spellen om ondanks een USK-classificatie op de zwarte lijst te worden gezet. Sinds 2003 is dat echter niet meer mogelijk.
De USK kan een spel om meerdere redenen laten verbieden voor de Duitse markt. Bijvoorbeeld vanwege het feit dat in Duitsland een verbod geldt op het tonen van Nazïsme en het hakenkruis buiten historische context. In dat geval passen spelprogrammeurs het spel vaak aan zodat het hakenkruis wordt vervangen door een ander symbool.